# Zablon Ekhal Ekwam
Zablon Ekhal Ekwam (* 4. August 1997 in Todonyang, Turkana District) ist ein kenianischer Sprinter, der sich auf den 400-Meter-Lauf spezialisiert hat.

## Sportliche Laufbahn
Erste internationale Erfahrungen sammelte Zablon Ekhal Ekwam im Jahr 2023, als er bei den Weltmeisterschaften in Budapest mit der kenianischen 4-mal-400-Meter-Staffel mit 3:01,41 min im Vorlauf ausschied und auch mit der Mixed-Staffel mit 3:15,47 min den Finaleinzug verpasste. Im Jahr darauf belegte er bei den Hallenweltmeisterschaften in Glasgow in 3:06,71 min den vierten Platz mit der Männerstaffel und stellte damit einen neuen Afrikarekord auf. Im Juni belegte er bei den Afrikameisterschaften in Douala in 3:16,59 min ebenfalls den vierten Platz in der Mixed-Staffel.
2023 wurde Ekwam kenianischer Meister im 400-Meter-Lauf.

## Persönliche Bestzeiten
- 200 Meter: 20,75 s (+0,1 m/s), 26. Januar 2024 in Nairobi
- 400 Meter: 44,69 s, 20. April 2024 in Nairobi